# Breguet 280T
Breguet 280T é um modelo de avião de passageiros produzido pela Breguet com base no Breguet 19.

## Especificações
Dados de: Taylor, WAIF.
Descrições gerais
- Tripulação: 2
- Capacidade: 6 - passageiros
- Comprimento: 12,12 m (40 ft)
- Envergadura: 17,25 m (57 ft)
- Área alar: 55,9 m² (602 ft²)
- Peso vazio: 2 040 kg (4 500 lb)
- Peso bruto (carregado): 3 320 kg (7 320 lb)

Motorização
- Número de motores: 1x
- Tipo do motor: Motor a pistão em linha
- Fabricante/modelo: Renault 12Jb
- Potência por motor: 500 hp (373 kW)

Performance
- Velocidade máxima: 220 km/h (137 mph)
- Alcance: 1 100 km (684 mi)
- Tecto de serviço: 4 700 m (15 400 ft)